# Tokhta khan
Tokhta (i krönikorna Tocta, Tahtha, Tuktay), född omkring 1270, död 1312/13, var en khan av den Gyllene horden från 1291. Han var son till Mengu Timur, och som barnbarns barn till Batu khan var han en direkt ättling till grundaren av Mongolväldet, Djingis khan. Hans mor, Oldjai-hatun, var dotter till Saldjiday-gurgen och Kelmish-aki.

## Biografi
Efter khanen Talabugas död tog Tokhta khan makten i den Gyllene horden med stöd från beklyarbek (guvernör) Nogai khan och överlämnade kontrollen över Krim till honom.
År 1292 anlände fem ryska furstar, ledda av Andrej Gorodetskij (Dmitrij Borisovic, Konstantin Uglickij, Fjodor Jaroslavskij och Michail Belozjorski), tillsammans med en biskop, till Tokhta för att framföra klagomål angående sin bror, storfursten av Vladimir, Dmitrij Aleksandrovitj. År 1293 samordnade Tokhta och Nogai ett krigståg i nordöstra Ryssland tillsammans med khanens bröder. Tokhta angrep Tver medan Tudan (Dyuden) plundrade totalt 14 städer, inklusive Murom, Vladimir och Pereyaslav.
Tokhta khan förde en politik som syftade till att stärka centralmakten och ge stöd åt städerna. Han vidtog åtgärder för att trygga tronen åt sin son och eliminerade flera medlemmar av Djingizid-ätten. I början av sin regeringstid avrättade han Telebugu khan, samt släktingar till Alguys, Togru, Balagan, Kadan och Kutugan. Han avrättade även Yak, Chimpas efterträdare i hans ulus , och senare Yaks efterträdare Tajju.
Under sin regeringstid genomförde Tokhta en monetär unifieringsreform och organiserade det administrativa systemet. Han återupptog även diplomatiska relationer med Mamluksultanatet Egypten.
År 1299 gick Tokhta öppet i strid mot sin tidigare allierade Nogai Khan. Efter en serie slag besegrade han honom och ödelade i samband med detta Kiev och hela den centrala Dneprregionen som tillhörde Nogais ulus.
År 1304 stödde han initiativet från Yuandynastins kejsare Temür att återställa den nominella enheten i Mongoliska riket, han ingick en kortvarig allians med kejsaren och Hulaguiderna.